# 1931 en basket-ball
Chronologie du basket-ball
1930 en basket-ball - 1931 en basket-ball - 1932 en basket-ball
Les faits marquants de l'année 1931 en basket-ball :

## Récapitulatifs des principaux vainqueurs de compétitions 1930-1931

### Masculins
| Europe - France : FA Mulhouse. - Grèce : non disputé. - Italie : Ginnastica Roma. - URSS : non disputé. | Amériques | Afrique, Asie, Océanie |

### Féminines
| Europe - Italie : Ginnastica Triestina. | Amériques | Afrique, Asie, Océanie |

## Naissance
- Jack Molinas

## Liens